# 広小路 (秋田市)

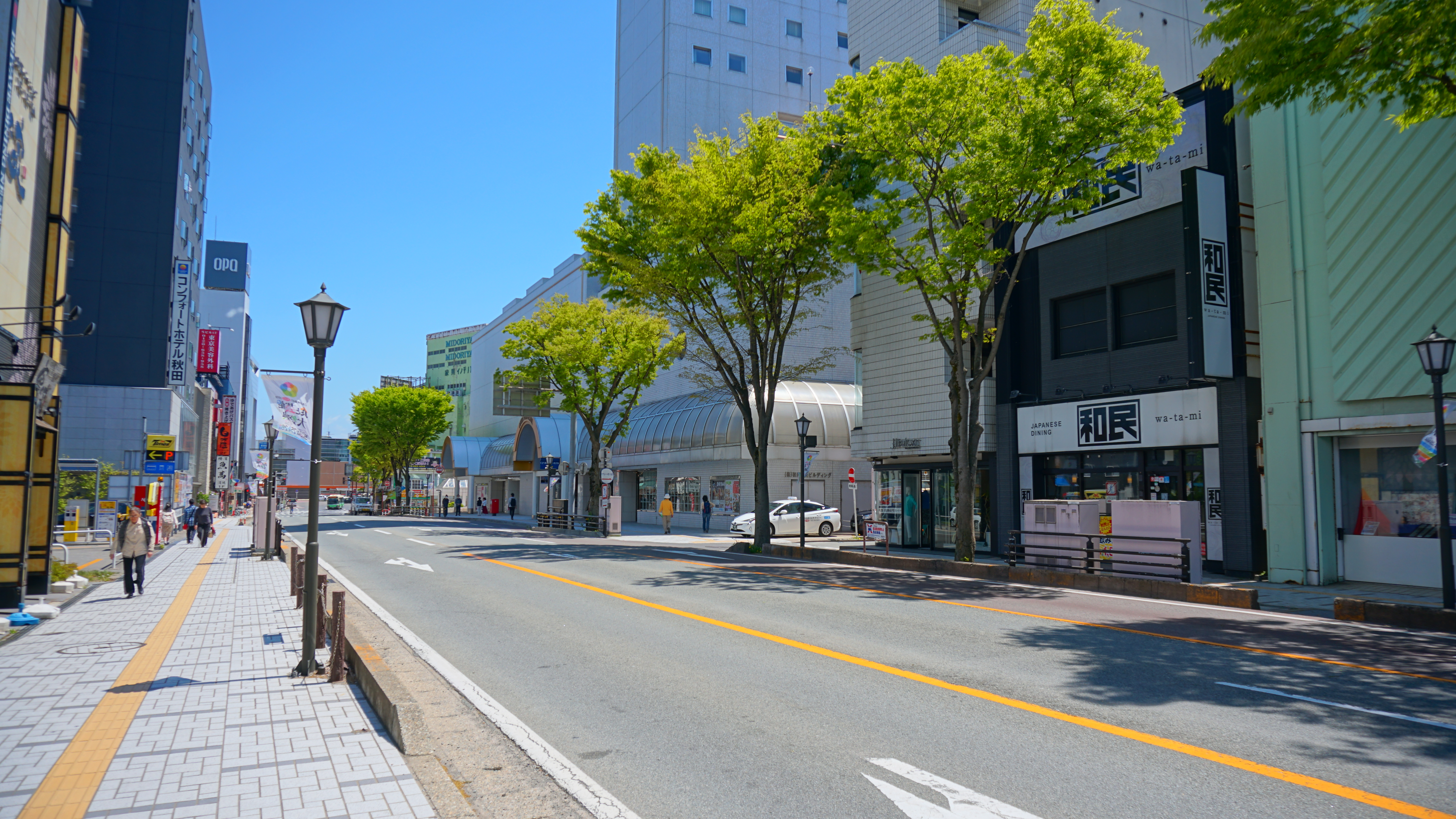
広小路

広小路（ひろこうじ）とは、秋田県秋田市にある道路の名称。日本の道100選に選定された道路のひとつ。なお、沿道の商店街（広小路商店街）も通称「広小路」と呼ばれている。

## 概要
秋田駅西口から西へ旭川岸の広小路西交差点までの約0.8km区間の道路である。秋田県道26号秋田停車場線の一部になっている。また、久保田町交差点から広小路西交差点までは秋田県道28号秋田岩見船岡線との重複区間である。秋田駅前は「中央通り」（駅方向への一方通行）で駅へ向かい、「広小路」（大町方向への一方通行）で駅から離れる、反時計廻りの形で車が流れている。
昭和30年代には秋田県庁や秋田市役所、国の出先機関などの官公庁がら移転して跡地が大型店などとして整備されたことも影響して肩がぶつかるほど混み合うような商店街となっていた。
1965年に秋田市電が廃止された後も繁華街として健在であったが、自家用車の普及や郊外型スーパーの進出などにより歩行者数が急速に減少した。
市電廃止前大型店はそれにかわるモノレールを導入する構想を打ち出したものの実現せず、結局駅前大型店や商店の閉店が続出し、また大型店の移転などもありシャッター通りとなっている。
現在の広小路商店街は、秋田駅前から西武百貨店、アトリオン、かつて県下一の百貨店だった木内などの各商店で形成されている。
また、1998年の秋田赤十字病院の移転により、中央通りと広小路の間にある仲小路も歩行者通行量は減少した。秋田赤十字病院跡地には2012年にエリアなかいちが建設されている。
千秋公園のお堀に面しており、沿道にサクラ、ツツジ、スイレンなどが季節の移り変わりごとに咲き誇る。歩道には、無散水消雪施設が設置されており、冬季間でも歩行者へ配慮された安全な歩道空間を確保している。歩行者にやすらぎを与える秋田のシンボル道路として日本の道100選のひとつに選定されている。

## 歴史
1602年（慶長7年）、徳川家康によって出羽国に移封を命じられた佐竹義宣は、当初入城した湊城が家中の規模に対して狭かったため、神明山に久保田城を築き移転した。
広小路は、久保田城の追手門（大手門）堀・穴門堀に面した通りとして、1607年（慶長12年）に開始された城下の町割初期から存在した。但し現在とは異なり、旭川岸より1区画手前（現在の木内の北西角）で広小路は終わりそこからは細い道になっており、目抜き通りは穴門堀に沿って北（古川堀反町）へ折れていた。
通りに面した屋敷はすべて藩主一門や所預（地方拠点の領主）など家老級の大身であり、それぞれが属した町の通りではなくすべて本城を向いて（つまり広小路側を正面として）屋敷を構えていた。1860年（万延元年）の『佐竹藩士禄附町附覚』では広小路を他の町と並列に扱っている。
広小路沿いに配置された家は以下の通り。旭川岸の家まで記すが、これら2家も広小路に続く細道を正面としていた。
| 本来属する町   | 家名                    | 石高    | 家格       | 備考           |
| -------------- | ----------------------- | ------- | ---------- | -------------- |
| 長野町         | 多賀谷氏                | 3,376石 | 桧山所預   |                |
| 長野町         | 佐竹北家                | 5,731石 | 角館所預   |                |
| 土手谷地町     | 佐竹南家                | 5,720石 | 湯沢所預   |                |
| 中谷地町       | 佐竹西家（小場氏）      | 5,801石 | 大館所預   |                |
| 中谷地町       | 古内氏宗家              | 351石   | 大館配置   |                |
| 東根小屋町     | 茂木氏宗家              | 2,244石 | 十二所所預 |                |
| 東根小屋町     | 石塚氏宗家              | 1,255石 | 引渡       |                |
| 西根小屋町上丁 | 小場氏                  | 1,653石 | 回座       |                |
| 西根小屋町上丁 | 梅津氏分家              | 660石   | 回座       |                |
| 上長町         | 小貫氏宗家              | 346石   | 回座       | ここまで広小路 |
| 上長町         | 小野崎氏 （石神小野崎） | 1,180石 | 回座       | 南側           |
| 土手長町中丁   | 小野崎氏 （石神小野崎） | 1,180石 | 回座       | 南側           |
| 古川堀反町     | 疋田氏                  | 1,000石 | 回座       | 北側           |
| 土手長町上丁   | 疋田氏                  | 1,000石 | 回座       | 北側           |

明治維新の変革で沿道の武家屋敷が解体され、跡地には新しい行政官庁や兵舎などが建てられていった。1889年（明治22年）にはレールの上に客車を載せて馬車で牽く秋田馬車鉄道会社が秋田市 - 土崎港町間で開業し、後に路面電車（秋田市電）となって、1931年（昭和6年）には広小路を経由する市内線が開業した。戦後に市内線と市外線が接続され、土崎港から秋田駅へと至った。しかし、高度経済成長とともにモータリゼーションが起こると、1966年（昭和41年）に秋田市電は廃止された。
広小路は昭和30年代の官庁移転に伴って都市計画化され、西の行政官庁と東の秋田駅を結ぶ経済的流通の主要道路となったことによって、沿道には秋田市の主要商店街が形成されていった。

### 年表
- 1931年（昭和6年）12月17日 - 秋田電車の市内線（秋田駅前 - 県庁前）が開通する[7]。
- 1939年（昭和14年）11月7日 - 秋田電車の秋田駅前 - 大町二丁目が廃止される[8]。
- 1940年（昭和15年）4月 - 秋田電車市内線の軌道が撤去される。
- 1951年（昭和26年）2月7日 - 秋田市電の秋田駅前 - 大町二丁目が再開通する。
- 1966年（昭和41年）
  - 1月1日 - 秋田市電が営業休止する。
  - 3月31日 - 秋田市電が廃止される。
- 1969年（昭和44年） - 久保田町交差点に歩道橋を設置。
- 1974年（昭和49年）7月25日 - 中通一丁目・二丁目の新交通規制が実施され、広小路は西向き一方通行となる[9][10]。
- 1984年（昭和59年） - 沿道の歩道にアーケードを設置。
- 1987年（昭和62年） - 日本の道100選に選定。
- 1988年（昭和63年） - 久保田町交差点の歩道橋を撤去。
- 2012年（平成24年） - 中通一丁目再開発事業が完成。広小路に面して、にぎわい広場が設けられる。
- 2013年（平成25年）6月12日-10月末 - アーケードを撤去[11]。一部の支柱が存置され、LED街灯が設置された。

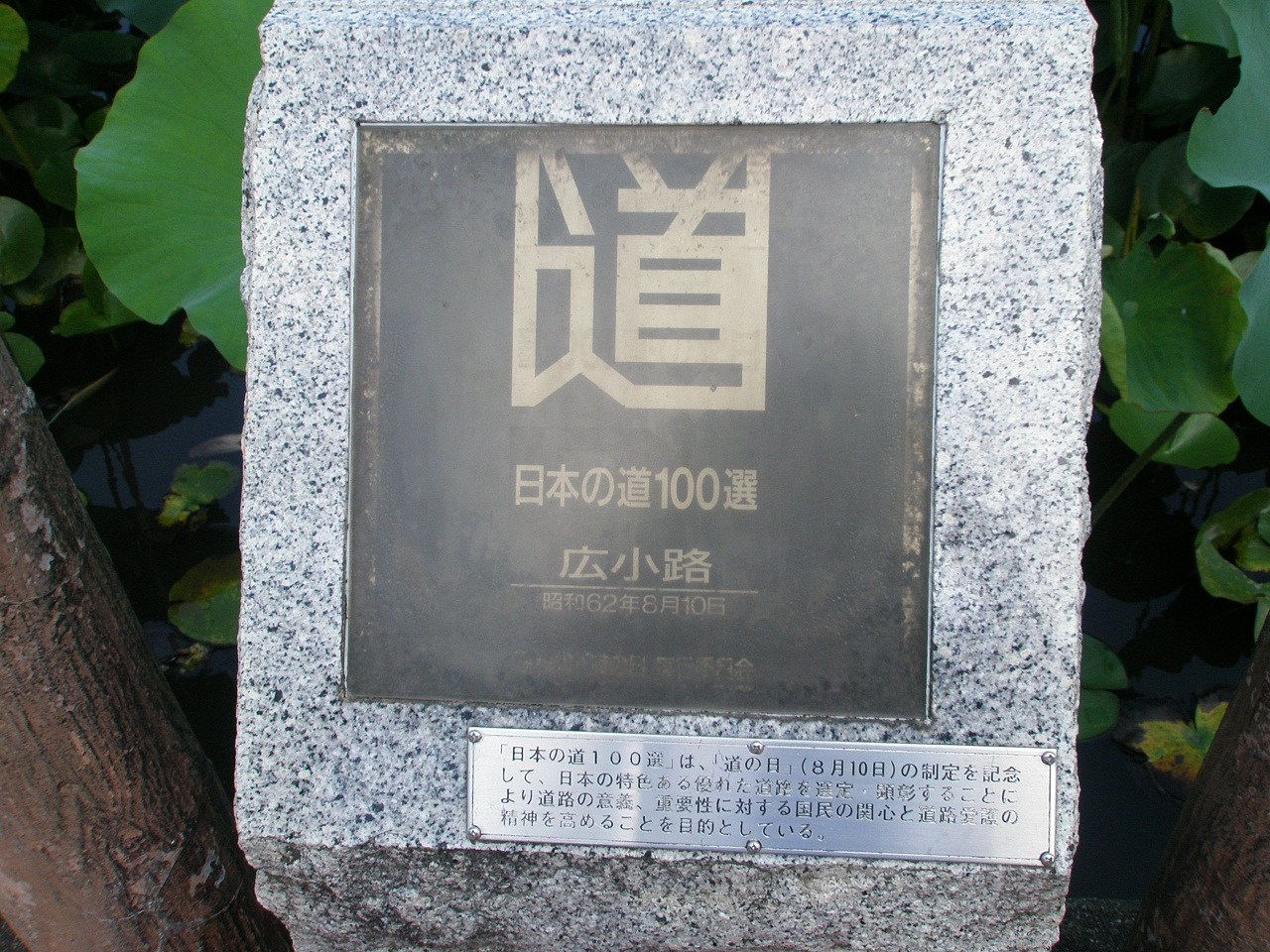
日本の道100選選定記念モニュメント
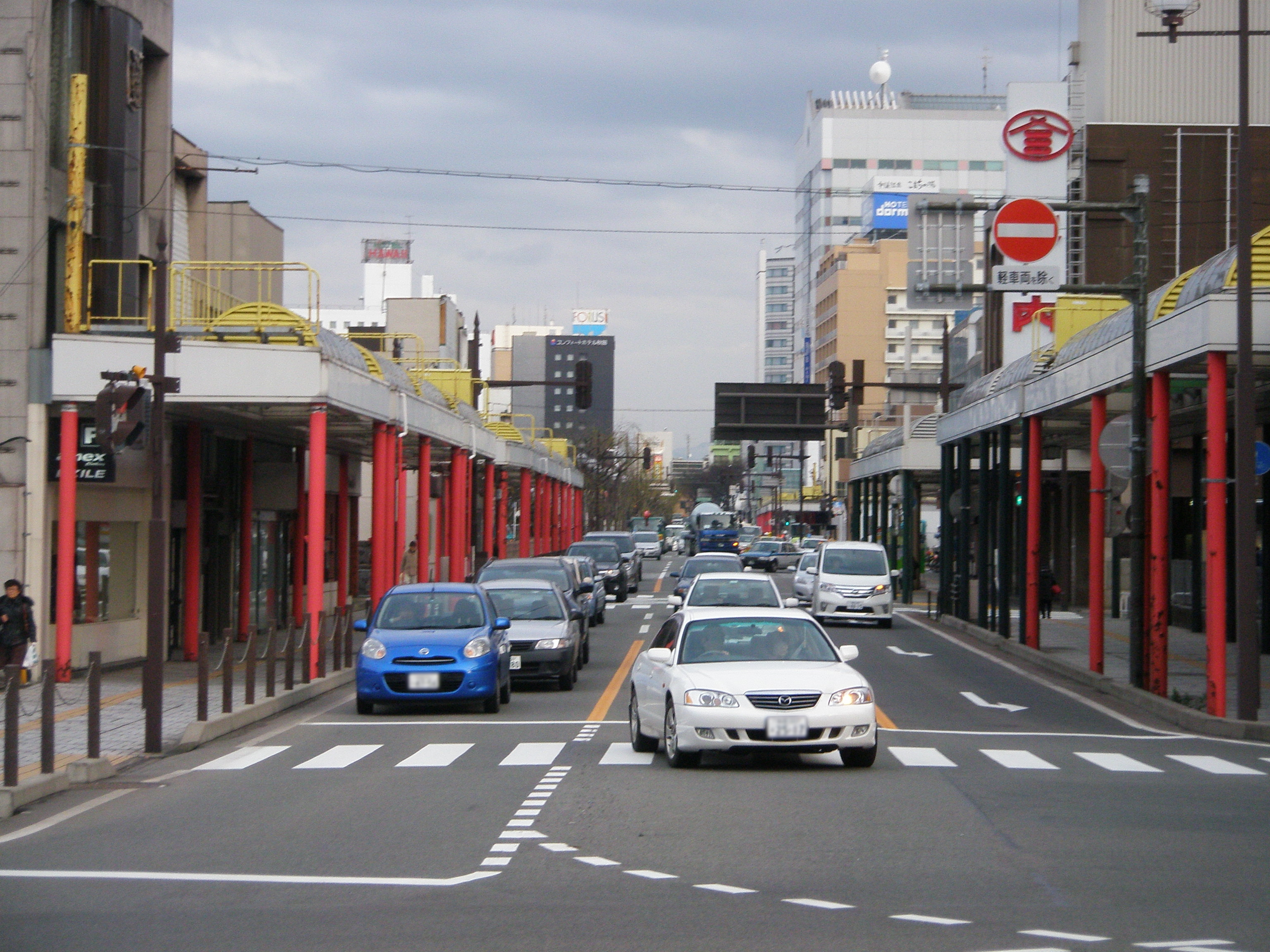
アーケード撤去前の広小路商店街
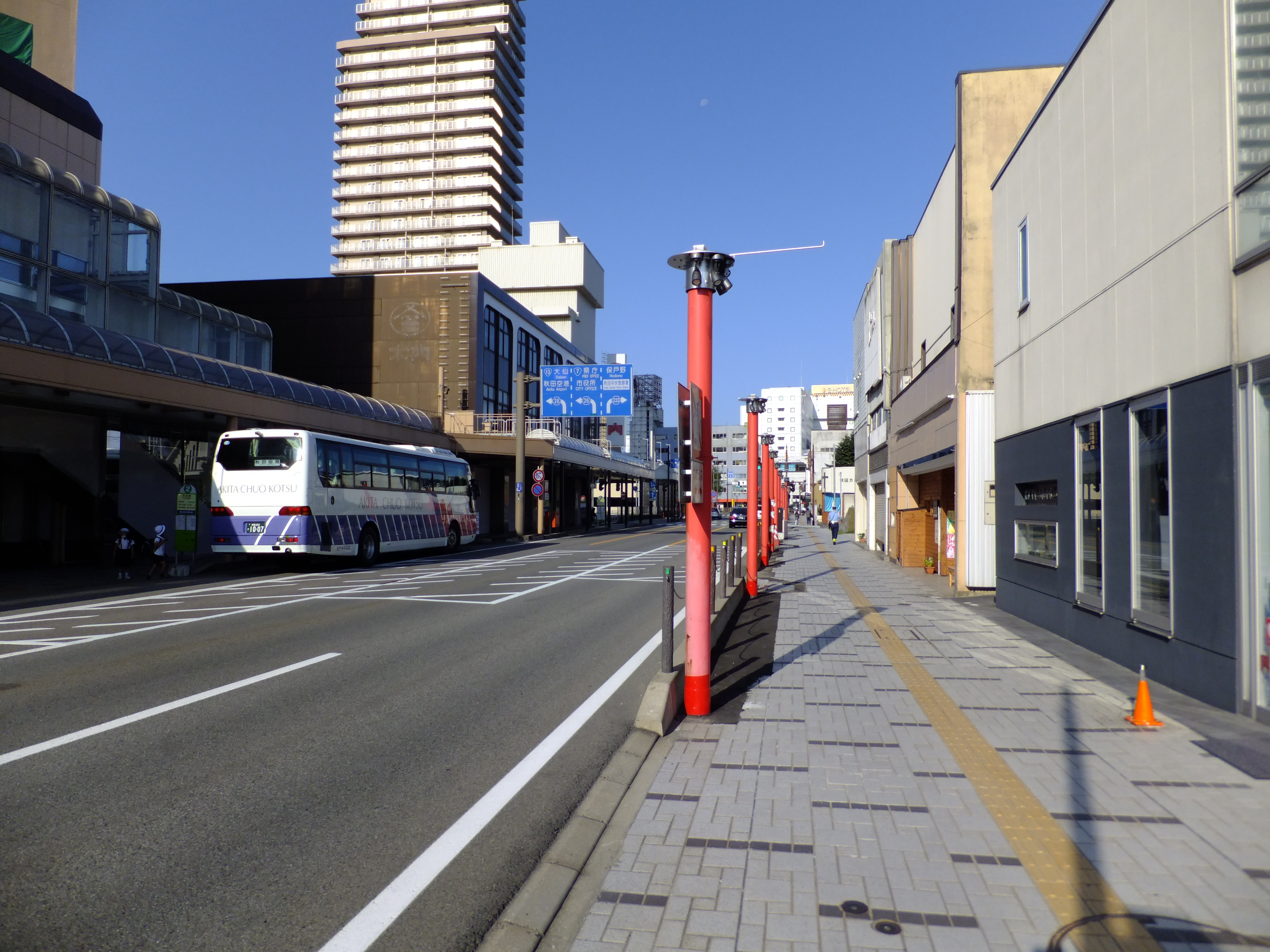
アーケード撤去後の広小路商店街

## 周辺
沿道南側は、秋田県内有数の商業地が形成されデパートや専門店が軒を並べ、歩道には一部アーケードが設置されている（アトリオン前および秋田キャッスルホテルから木内駐車場前にかけての2か所。アーケードは連続していない）。沿道北側は、久保田城跡の千秋公園があり、門跡や城壁に当時の面影を残している。千秋公園内には美術館、あきた芸術劇場ミルハス、秋田市立中央図書館などの施設がある。また、1989年（平成元年）に御隅櫓が、2001年（平成13年）に表門が復元された。
- 千秋公園
- 秋田市立中央図書館明徳館
- あきた芸術劇場ミルハス
- エリアなかいち
- 秋田県道26号秋田停車場線
- 秋田中央道路中央街区ランプ
- 秋田総合生活文化会館・美術館（アトリオン）
- 木内
- 秋田キャッスルホテル
- 秋田中央ビルディング
  - 西武秋田店
  - ANAクラウンプラザホテル秋田
- アゴラ広場
- 秋田駅

## かつて存在していた広小路の大型店

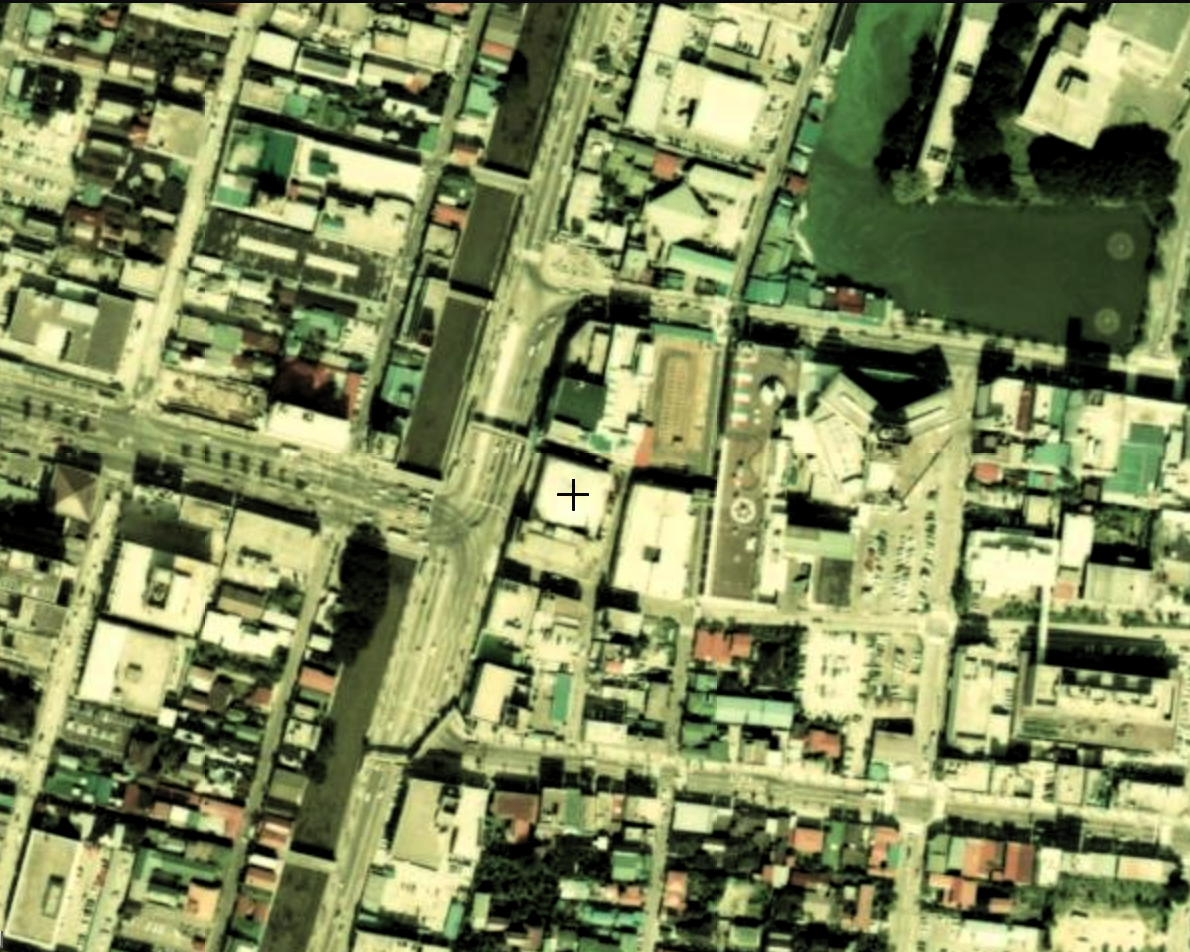
1975年撮影、産業会館など

- 木内百貨店（1991年（平成3年）に売場を大幅に縮小[12]）
- 協働社（1997年倒産）
- 長崎屋（1969年（昭和44年）から1981年（昭和56年）[12]、中通の古沢ビル内[12]）
- マルサンショッピングセンター（1961年開店1994年閉店）
- なかよしビル内
  - ジャスコ秋田店（パレドゥー、秋田フォーラスを経て現在は秋田オーパ）
    - なかよしビル店（ジャスコ秋田店内地下に出店。パレドゥー、秋田フォーラス時代初期まで営業していた）
- セントラルデパート
- 秋田県産業会館